# 武志永
武志永（1967年10月—），河北藁城人，汉族，中国民主同盟盟员。中华人民共和国政治人物、第十三届全国人民代表大会河北地区代表。
2018年2月24日，当选为第十三届全国人大代表。